# Gwatemala
Gwatemala (República de Guatemala) – państwo w Ameryce Środkowej, położone nad Oceanem Atlantyckim i Oceanem Spokojnym. Graniczy z Salwadorem (203 km), Hondurasem (256 km), Meksykiem (962 km), Belize (266 km) – łączna długość granic wynosi 1687 km, ponadto 400 km wybrzeża morskiego.

## Społeczeństwo
Gwatemalczycy to stosunkowo młodzi ludzie (40% ludności ma poniżej lat 14). Potomkowie Europejczyków oraz Latynosi stanowią tu tylko 59,4%, reszta mieszkańców to w większości Majowie. Większość mieszkańców to katolicy, protestanci i inni chrześcijanie. Spora grupa ludzi wyznaje wierzenia Majów.
Struktura etniczna: Metysi i biali stanowią 59,4% populacji, Kicze 9,1%, Kaqchikel 8,4%, Mam 7,9%, Kekchi 6,3%, pozostali Majowie 8,6%, Ludność rdzenna pochodzenia niemajowskiego 0,2% a pozostali 0,1%.

### Religia
Demografia religijna kraju zmieniła się znacząco w ciągu ostatnich kilku dekad, pod wpływem nacisków politycznych i społecznych. Historycznie kraj był w przeważającej mierze rzymskokatolicki. Jednak częściowo dzięki działaniom misyjnym rozkwitły różne grupy, szczególnie protestancko–ewangelikalne. W Gwatemali nie ma oficjalnego spisu przynależności religijnej.
Struktura religijna kraju w 2015 roku według The Association of Religion Data Archives (The ARDA):
- katolicyzm – 42,6%,
- protestantyzm – 41,9% (głównie zielonoświątkowcy),
- brak religii – 11,3%,
- pozostali chrześcijanie – 2,9% (głównie mormoni[4] i Świadkowie Jehowy),
- tradycyjne religie plemienne – 0,9%,
- bahaizm – 0,1%,
- inne religie – 0,3%.

Istnieje także niewielka populacja osób wyznania mojżeszowego, buddyzmu i muzułmanów. Pewna część rdzennych katolików i protestantów łączy swoje wierzenia z praktykowaniem tradycyjnych rytuałów plemiennych.

## Geografia
- Najwyższy punkt: Tajumulco – 4220 m
- Najniższy punkt: wybrzeże oceanów; Spokojnego i Atlantyckiego – 0 m
- Największe jezioro: Jezioro Izabal – 589,6 km²

Obszar Gwatemali dzieli się na cztery części: nizinę Petén, położoną w północnej części kraju, wybrzeże Morza Karaibskiego, łańcuchy górskie środkowej części kraju oraz wybrzeże Pacyfiku. Przy spotykanym podziale na 3 krainy nizinę Petén łączy się z wybrzeżem karaibskim.
Łańcuchy górskie mają układ równoleżnikowy. Łańcuch północny to (od wschodu) Alto Cuchumatanes, Sierra de Chamá i Sierra de Las Minas. Dalej na południu ciągnie się Sierra Madre (od Meksyku, poprzez Gwatemalę, do Hondurasu). Dolina rzeki Motagua oddziela łańcuch Sierra Madre od pasma Los Altos. Tu właśnie znajduje się najwyższy szczyt Gwatemali – wygasły lub drzemiący wulkan Tajumulco (4220 m n.p.m.).
Na północ od obszarów górskich znajduje się rozległa nizina Petén, zajmująca blisko 1/3 powierzchni kraju. Jest ona bardzo rzadko zaludniona i pokryta gęstym lasem tropikalnym.
Wybrzeże karaibskie to obszar nizinny. Leży tutaj największe w kraju jezioro – Izabal, płyną tędy większe rzeki Gwatemali: Motagua (400 km), Polochic (240 km), Sarstún.
Położona na południu nizina La Costa ciągnie się od granicy z Meksykiem do granicy z Salwadorem. Jej szerokość nie przekracza 60 km.

## Historia
W czasach prekolumbijskich teren zamieszkiwany przez Majów. W 1523 tereny dzisiejszej Gwatemali zostały podbite przez hiszpańskich konkwistadorów, którzy założyli tam kolonię wchodzącą w skład Nowej Hiszpanii. Od XVI wieku wybrzeże kraju atakowane było przez piratów angielskich a w XVIII wieku Brytyjczycy podjęli się nieudanej próby zajęcia wybrzeża. W 1821 Gwatemala uzyskała niepodległość, wkrótce potem kraj był okupowany przez Meksyk. W 1823 roku weszła w skład Zjednoczonych Prowincji Ameryki Środkowej. W 1839 proklamowana została niepodległa republika. Od początku niepodległości kraj ogarnął konflikt między liberałami a konserwatystami. W latach 1844–1865 dyktatorską władzę sprawował konserwatysta Rafael Carrera y Turcios. Carrera prowadził politykę umacniającą pozycję Kościoła katolickiego w państwie. Słabość konserwatywnych rządów wykorzystana została przez Brytyjczyków którzy opanowali część wybrzeży kraju gdzie utworzyli własną kolonię zwaną jako Honduras Brytyjski (współczesne Belize). W 1873 roku władzę przejął liberał Justo Rufino Barrios. Barrios wprowadził szereg liberalnych reform, wprowadził w życie nową konstytucję, dokonał sekularyzacji państwa i dóbr Kościoła, reformy edukacji oraz rozwinął w Gwatemali kolej. Okres jego rządów to okres szybkiego wzrostu gospodarczego oraz zbrojnych prób odbudowy federacji republik Środkowej Ameryki. Po śmierci Barriosa doszło do wzrostu wpływów USA.
W 1898 roku dyktatorską władzę objął Manuel Estrada Cabrera, który swoje rządy sprawował aż do 1920 roku. Prezydent zezwolił na wejście do kraju United Fruit Company, która od tego czasu wywierała duży wpływ na sytuację polityczną Gwatemali. Cabrera przyjął despotyczne metody rządów a swoich rywali eliminował drogą zabójstw. Złe położenie robotników doprowadziło do wybuchu licznych strajków, które były brutalnie tłumione z pomocą wojska. Dyktator złożył swój urząd w 1920 roku w obliczu dużej fali protestów i utraty poparcia ze strony największych partii kraju. Władzę po nim objął wojskowy Manuel Orellana. Niepokoje społeczne lat 1921–1922 zostały brutalnie stłumione przez wojsko. Kolejny wojskowy dyktator Lázaro Chacón kontynuował politykę wzmacniania relacji gospodarczych ze Stanami Zjednoczonymi. Despotyczne rządy objął w 1931 roku generał Jorge Ubico. Ubico wzorował się na hiszpańskim dyktatorze Francisco Franco i przyjął faszyzujący model państwa. W trakcie rządów uchwalił rasistowskie, antyindiańskie prawa: wydał rozporządzenie o porywaniu Indian z lasów departamentu Peten i umieszczaniu ich w ogrodzie zoologicznym w stolicy Gwatemali, zaś 1935 wprowadził przymus pracy dla ludności indiańskiej. Represjom padła również klasa robotnicza, której liderzy padli ofiarą zabójstw. Życie publiczne zostało zmilitaryzowane a ustrojem stała się oligarchia wojskowa. Mimo poglądów sprzyjających myśli faszystowskiej, Ubico formalnie wypowiedział wojnę III Rzeszy. W 20 października 1944 w Gwatemali wybuchła lewicowa rewolta młodych oficerów pod wodzą pułkownika Jacobo Arbenza Guzmana, która obaliła rządy Ubico.
Lewicowy rząd wojskowy zorganizował pierwsze wolne i demokratyczne wybory prezydenckie, które wygrał chrześcijański socjalista Juan José Arévalo Bermejo. W gospodarce rząd przyjął program naprawy gospodarki wzorowany na New Deal. Jego prezydencja zapoczątkowała okres znany jako rewolucja gwatemalska. Nowy rząd wprowadził liberalne prawo pracy, wprowadził prawa Indian i zwalczał bezrobocie. Lewicowa polityka rządu, nawiązanie stosunków zagranicznych z ZSRR i tolerowanie działalności Gwatemalskiej Partii Pracy spowodowały niezadowolenie rządu Stanów Zjednoczonych Ameryki. Reformy kontynuował Jacob Arbenz, który został wybrany następcą Arévalo.
W 1954 roku w drodze zamachu stanu, popieranego przez USA i zorganizowanego przy udziale CIA, junta wojskowa przerwała reformy Arbenza oskarżając go niesłusznie o współpracę z ZSRR. W rzeczywistości chodziło o interes gospodarczy USA, który stał się zagrożony na skutek lewicujących reform gospodarczych. Prawicowe rządy wojskowe trwały do lat 80. Na czele puczu stanął Carlos Castillo Armas, który po zamachu objął dyktatorskie rządy. Jako prezydent Castillo Armas zajął się głównie niwelowaniem skutków decyzji podjętych przez poprzedników. Z inspiracji CIA powołał paraterrorystyczny Narodowy Komitet Obrony Przed Komunizmem, zdelegalizował wiele partii politycznych i reaktywował zlikwidowaną po obaleniu Ubico tajną policję. Z inicjatywy wojskowych utworzono Narodowy Ruch Wyzwolenia będący skrajnie prawicową partią mającą popierać działania junty. W 1957 roku Castillo został zastrzelony przez członka ochrony pałacowej, Romeo Vásqueza Sáncheza. Vasquez natychmiast popełnił samobójstwo, po czym oficjalnie został uznany za komunistę. Zamach z pomocą CIA przeprowadził dawny stronnik zabitego dyktatora, Miguel Ydígoras Fuentes.
Ydígoras Fuentes objął prezydenturę na skutek sfałszowanych wyborów prezydenckich z 1958 roku a jego kandydatura poparta została zarówno przez USA jak i United Fruit Company. Fuentes prowadził ściśle proamerykańską politykę i zwalczał wszelkie ruchy lewicowe w regionie, po rewolucji kubańskiej udzielał pomocy przedstawicielom antykastrowskiej opozycji. 13 listopada 1960 roku doszło do nieudanej próby puczu oficerów sympatyzujących z rewolucją kubańską. Pucz stał się sygnałem do walk partyzanckich do których doszło jeszcze w tym samym roku. Walki partyzanckie przerodził się w trwająca kilkadziesiąt lat wojnę domową. W 1960 roku do walki z juntą ruszyły Ruch Rewolucyjny 13 Listopada i Powstańcze Siły Zbrojne.
W 1963 roku doszło do kolejnego puczu. W jego wyniku władzę objął Enrique Peralta Azurdia. Pod rządami jego następcy, Julio Césara Méndeza Montenegro (wywodzącego się co prawda ze zbliżonej do lewicy Partii Rewolucyjnej jednak będącego pod rzeczywistym wpływem wojska) doszło do próby liberalizacji systemu politycznego jednak kampania represji Indian i zwalczania ruchów partyzanckich nie została zaprzestana. Od liberalizacji odstąpiły kolejne wojskowe rządy kontynuowane przez Carlosa Manuela Arana Osario będącego jednocześnie agentem CIA. Rządy Arana Osario pochłonęły 20 tysięcy ofiar. Wojskowi utrwalili swoje rządy tworząc sprzyjające im partie. Partia Instytucjonalno-Demokratyczna przyjęła program centroprawicy i wzorowana była na meksykańskiej Partii Instytucjonalno-Rewolucyjnej. Partia utworzyła sojusz ze skrajnie prawicowym Ruchem Wyzwolenia Narodowego, z ramienia koalicji wywodzili się kolejni dyktatorscy prezydenci. Dyktatorskie rządy doprowadziły do powstania kolejnych rebelianckich grup. W 1971 roku utworzona została Ejército Guerrillero de los Pobres. Kurs represji Osario kontynuował Kjell Eugenio Laugerud García. Represje junty osłabły na skutek trzęsienia ziemi z 1976 roku co ułatwiło mobilizację ludności. Rządy terroru po trzęsieniu ziemi przywrócił Fernando Romeo Lucas García. Zaostrzył on represje wobec opozycji i przeprowadzał eksterminację ludności indiańskiej. W 1979 roku powstał kolejny ruch partyzancki, Rewolucyjna Organizacja Armii Ludowej. W 1982 roku doszło do kolejnego zamachu stanu. W jego wyniku władzę objął Efraín Ríos Montt. Montt zwiększył działania szwadronów śmierci i doprowadził się licznych zbrodni ludobójstwa a także kontynuował proamerykański kurs państwa. W latach 80. USA zwiększył pomoc militarną i gospodarczą dla junty. W 1982 roku organizacje partyzanckie zjednoczyły się Gwatemalskiej Jedności Narodowo-Rewolucyjnej i wspólnie prowadziły walkę z kolejnymi dyktatorami. W 1983 roku Montt został obalony w kolejnym puczu a prezydentem został Óscar Humberto Mejía Victores. Victories pod naciskiem międzynarodowym zapowiedział powrót do cywilnych rządów. W 1984 odbyły się wybory a w 1986 przyjęto nową konstytucję.
W 1986 roku pierwszym cywilnym prezydentem kraju został Marco Vinicio Cerezo Arévalo. Rządy cywilne w dalszej mierze pozostawały jednak zależne od wojska. W 1987 i 1990 doszło do nieudanych negocjacji pokojowych między stronami wojny domowej. W 1991 roku do władzy doszedł Jorge Serrano Elías. Prezydent drogą rokowań z przedstawicielami ruchu partyzanckiego i przemian strukturalnych w armii pragnął zakończyć około trzydziestoletnią wojnę domową. Za inne cele uznał reformę gospodarczą, która miała obniżyć stopień inflacji (w 1990 roku 59,8%). Elías zakończył też trwający od wielu lat spór graniczny z Belize. W 1993 roku Elías dokonał nieudanej próby objęcia władzy dyktatorskie przez co został usunięty z urzędu prezydenta. W 1996 roku władzę objął Álvaro Arzú będący przewodniczącym Partii Postępu Narodowego. Arzú w 1996 roku zawarł traktat pokojowy z armią partyzancką a w 1998 rebelianci dokonali procesu demobilizacji i przeistoczyli się w legalną partię polityczną. Wojna domowa pochłonęła około 200 000 ofiar. W 1998 roku parlament przyjął reformę konstytucji która została jednak odrzucona w referendum rok później. W 1999 roku wybory wygrał populistyczny Gwatemalski Front Republikański prowadzony przez byłego dyktatora Montte. Prezydentem z ramienia populistów został Alfonso Antonio Portillo Cabrera. Portillo wbrew członkostwie w partii Montty, starał się ograniczyć wpływy wojska, usunąć z armii wyższych oficerów odpowiedzialnych za zbrodnie okresu wojny domowej. W 2002 roku zredukował armię o 20% oraz uznał winę państwa za zbrodnie junty obiecując przy tym rekompensatę dzięki czemu instytucje tj. Międzyamerykański Bank Rozwoju obiecały wesprzeć finansowo gwatemalski proces pokojowy. Portillo jak się okazało był odpowiedzialny za korupcję na wielką skalę i po porażce wyborczej i uchyleniu immunitetu w lutym 2004 uciekł do Meksyku który cztery lata później ekstradował polityka. Następcą Portillo został się Óscar José Rafael Berger Perdomo z nowo utworzonej koalicji prawicowych organizacji pod nazwą Wielki Sojusz Narodowy. Berger Perdomo kontynuował politykę Portillo i dokonał dalszej redukcji armii a także wypłacił odszkodowania ofiarom junty.

## Polityka

### Podział administracyjny
Gwatemala jest podzielona na 22 departamenty (l.poj. departamento, l.mn. departamentos) i 335 municypia (gminy) (l.poj. municipio, l.mn. municipios).

## Kultura
Wpływy kultury Majów i hiszpańskich kolonizatorów są widoczne niemal w całej Gwatemali. Można tu spotkać przodków Majów ubranych w tradycyjne stroje oraz wiele pozostałości budynków utworzonych przez tę cywilizację.
W północno-wschodniej części Gwatemali znajdują się ruiny jednego z największych miast Majów z czasów prekolumbijskich – Tikál, a także wiele innych: Aguateca, Altar de Sacrificios, Arroyo de Piedra, Balberta, Bejucal, Cancuén, Cerro Quiac, Chama, Chitinamit, Chocolá, Chutixtiox, Cotzumalhuapa, Dos Pilas, El Baúl, El Chal, El Mirador, El Perú, El Pilar, El Porvenir, El Temblor, El Tintal, El Zotz, Guaytán, Holmul, Holtun, Itzan, Iximché, Ixkun, Ixlu, Ixtonton, Ixtutz, Izapa, Kaminaljuyú, Kinal, K'atepan, La Amelia, La Blanca, La Corona, La Joyanca, La Muerta, Machaquilá, Mixco Viejo, Montana, Motul de San José, Naachtun, Nakbe, Nakum, Naranjo, Pajaral, Piedras Negras, Punta de Chimino, Quiriguá, Q'umarkaj, Río Azul, Sacul, San Bartolo, San Clemente, Seibal, Takalik Abaj, Tamarindito, Tayasal, Topoxte, Tres Islas, Uaxactún, Ucanal, Wajxaklajun, Witzna, Xultun, Yaxha, Zacpeten, Zaculeu, Zapote Bobal.
Twórcy kultury współczesnej:
- Miguel Asturias – laureat literackiej Nagrody Nobla
- Enrique Gómez Carrillo – dziennikarz, dyplomata, autor kronik

## Święta
| Data            | Nazwa                                  | Uwagi                     |
| --------------- | -------------------------------------- | ------------------------- |
| 1 stycznia      | Nowy Rok                               |                           |
| 1 maja          | Dzień pracy                            |                           |
| 30 czerwca      | Dzień Liberalnej Rewolucji 1871        |                           |
| 15 sierpnia     | Wniebowzięcie Najświętszej Maryi Panny | Tylko w mieście Gwatemala |
| 15 września     | Dzień Niepodległości                   |                           |
| 20 października | Dzień Rewolucji 1944                   |                           |
| 1 listopada     | Wszystkich Świętych                    |                           |
| 24 grudnia      | Wigilia                                |                           |
| 25 grudnia      | Boże Narodzenie                        |                           |
| 31 grudnia      | Sylwester                              |                           |

## Gospodarka
Gospodarka Gwatemali oparta jest na uprawach kawy, trzciny cukrowej i bananów. Rosną tu także drzewa będące źródłem rzadkich gatunków drewna, jak i drzewo sapodilla dostarczające surowca potrzebnego do produkcji gumy do żucia.

### Emisja gazów cieplarnianych
Emisja równoważnika dwutlenku węgla z Gwatemali wyniosła w 1990 roku 11,854 Mt, z czego tylko 3,874 Mt stanowił dwutlenek węgla, a resztę metan i w mniejszym stopniu podtlenek azotu. W przeliczeniu na mieszkańca emisja wyniosła wówczas 418 kg dwutlenku węgla, a w przeliczeniu na 1000 dolarów PKB 82 kg. W następnych latach emisje wszystkich gazów stopniowo, choć nierównomiernie, rosły. Okresowo wzrost emisji samego dwutlenku węgla pochodzenia kopalnego był spowolniony, ale 2018 osiągnęła poziom 20,5 Mt, a w przeliczeniu na mieszkańca 1,189 t i w przeliczeniu na 1000 dolarów PKB 158 kg. Głównym źródłem emisji przez cały czas był transport, choć ze względu na znaczący wzrost emisji z energetyki, jej udział zaczął współdominować.

### Rozwarstwienie w dochodach społeczeństwa
W społeczeństwie gwatemalskich obserwuje się podział etniczno-ekonomiczny. Podczas gdy Ladinos (metysi) zamieszkują w większości miasta i mają w posiadaniu większość bogactw (ziemie, zatrudnienie, handel), Indigenas (ludność rdzenna), marginalizowani od czasów kolonizacji hiszpańskiej, posiadają jedynie 20% ziem uprawnych (jednocześnie grupa ta stanowi etnicznie większość społeczeństwa – ponad 60%), większość z nich trudni się w większości drobnym wyrobnictwem lub znajduje zatrudnienie jako najemna siła robocza w rolnictwie. Wśród ludności rdzennej wskaźnik ubóstwa sięga 75%, podczas gdy wśród pozostałych mieszkańców jedynie 36%. Szacuje się, że około 59,3% społeczeństwa żyje poniżej progu ubóstwa.

## Kara śmierci
Gwatemala jest jednym z czterech krajów, które stosują zastrzyk trucizny jako karę śmierci, która jest wymierzana jedynie w odniesieniu do przestępstw wojskowych.